# Колізійна сім'я

Діаграма, що показує подібність елементів орбіт зовнішніх груп супутників Юпітера

Колізійна сім'я — група астрономічних об'єктів, які мають подібний склад і схожі елементи орбіт, бо утворилися внаслідок зіткнення.
Відомі або передбачувані колізійні сім'ї включають численні сім'ї астероїдів, більшість неправильних супутників планет-гігантів, Землю та Місяць.